# Kalipucang Kulon (Welahan)
Kalipucang Kulon is een bestuurslaag in het regentschap Jepara van de provincie Midden-Java, Indonesië. Kalipucang Kulon telt 9425 inwoners (volkstelling 2010).